# Athaulf

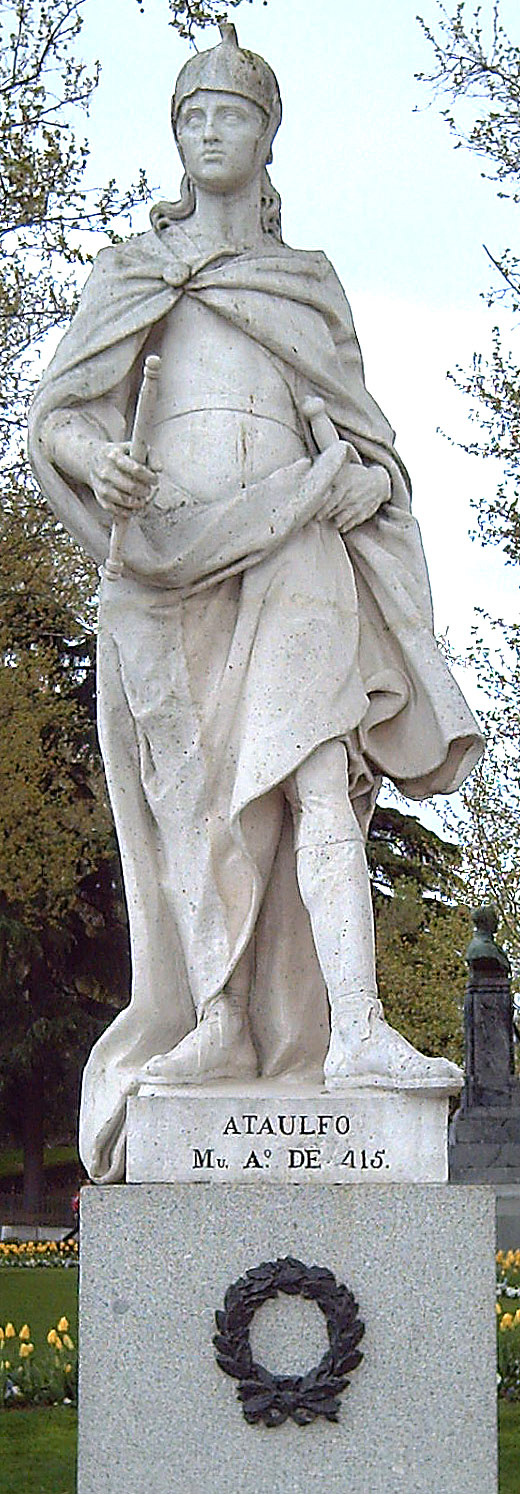
Statue in Madrid (F. Castro, 1750–53).

Athaulf (auch Athavulf, lateinisch At(h)aulfus, gotisch Aþawulfs; † August 415 in Barcelona) war Anführer (rex) der Westgoten von 410 bis 415.

## Vorgeschichte
Nach der Plünderung Roms 410 führte Alarich (ob er bereits rex bzw. „König“ war, ist in der Forschung umstritten) die Westgoten zunächst südwärts in Richtung der Straße von Messina, um von dort nach Sizilien überzusetzen. Vermutlich planten die Westgoten von Sizilien aus die Überfahrt und Niederlassung in Africa. Doch scheiterte dieses Unternehmen wegen des Mangels an Schiffen. Daraufhin wandten sich die Westgoten wieder nach Norden, wo Alarich noch im selben Jahr in Bruttium verstarb.

## Athaulf als Anführer der Visigothen
Die Nachfolge des verstorbenen Alarich trat nun sein Schwager Athaulf an. Dieser führte seinen Verband aufgrund von Versorgungsschwierigkeiten 412 an der Küste des Tyrrhenischen Meeres entlang über die Alpen nach Gallien, wobei die Durchzugsgebiete, so behauptet es 140 Jahre später Jordanes, den Eindruck hinterließen, von einer Heuschreckenplage befallen worden zu sein.
In Gallien angekommen, erkannte Athaulf 412 zunächst den Usurpator Jovinus als Kaiser an, mit dem er sich aber bald überwarf. Daher trat Athaulf in Verhandlungen mit dem römischen Kaiser Honorius bzw. dessen mächtigen Heermeister Flavius Constantius. Die während der Plünderung Roms verschleppte Schwester des Kaisers Honorius, Galla Placidia, diente dabei als Faustpfand. Es kam zu einer Übereinkunft, wonach den westgotischen Kriegern Versorgung (annona) und Land in Gallien zugesichert wurde, wenn sie im Gegenzug Galla Placidia entlassen und sich gegen Jovinus wenden würden. Daraufhin belagerte Athaulf in Erfüllung der Abmachung 413 Jovinus in Valentia, nahm ihn gefangen und lieferte ihn an Dardanus, den praefectus praetorio des Honorius, aus. Der Handel kam trotzdem nicht zustande, da der Westgotenkönig sich vorerst weigerte, Galla Placidia auszuliefern. Der Kaiser bzw. Constantius hielten derweil das so dringend benötigte Getreide zurück, so dass sich die Westgoten gezwungen sahen, Südgallien zu plündern, um nicht zu verhungern. Trotz der Verwundung Athaulfs während der Belagerung von Massilia wurden die Städte Narbo, Tolosa und Burdigala erobert.
Im Januar 414 heiratete Athaulf zur Verwunderung von Goten und Römern gleichermaßen Galla Placidia in Narbo (Narbonne) nach römischer Sitte. Mit dieser Heirat soll der Gotenkönig zu verstehen gegeben haben, dass er das Römische Reich nicht zu einem gotischen machen, sondern es vielmehr mit Hilfe seiner Goten erneuern wolle. Seine Frau, so berichtet Orosius, habe ihn zu dieser Erkenntnis gebracht. Noch im selben Jahr ging aus der Ehe ein Kind hervor, das nach seinem Großvater mütterlicherseits, dem römischen Kaiser Theodosius I., benannt wurde. Es starb jedoch noch vor Jahresende.
Constantius, der selbst nach der Macht und der Hand Galla Placidias strebte, begann noch im Jahr der Vermählung erneut den Kampf gegen Athaulf. Von Arles aus wurde eine Blockade der südgallischen Häfen organisiert, worauf Athaulf, wie schon Alarich zuvor, mit der Ausrufung des Priscus Attalus zum Augustus antwortete. Zudem ermöglichte er es dem Usurpator, in Burdigala (Bordeaux) Hof zu halten.
Trotzdem zwang ihn die Notlage seines Volkes aufgrund der Blockade durch Constantius, Südgallien Anfang 415 in Richtung Spanien zu verlassen. Dort ereilte ihn Ende des Sommers 415 in Barcino (Barcelona) die Rache eines Gefolgsmannes des Sarus, eines Buccellarierführers, den Athaulf 412 getötet hatte. Vermutlich aber stand hinter dem Attentat Constantius.

## Rezeption
Eine Gedenktafel für ihn fand Aufnahme in die Walhalla bei Regensburg.